# Malmyj
Malmyj (en russe : Малмыж) est une ville de l'oblast de Kirov, en Russie, et le centre administratif du raïon Malmyjski. Sa population s'élevait à 7 872 habitants en 2013.

## Géographie
Malmyj est arrosée par la rivière Chochma, un affluent de la Viatka, et se trouve à 128 km au nord-est de Kazan, à 294 km au sud-est de Kirov et à 818 km à l'est de Moscou.

## Histoire
Malmyj est mentionné pour la première fois en tant que village mari au XVe siècle. Une forteresse y a été construite en 1584. Elle a le statut de ville depuis 1780.

## Population
Recensements (*) ou estimations de la population
| 1856  | 1897* | 1926* | 1939* | 1959* | 1970*  |
| ----- | ----- | ----- | ----- | ----- | ------ |
| 1 800 | 3 165 | 5 363 | 6 500 | 9 088 | 11 220 |

| 1979*  | 1989*  | 2002* | 2010* | 2012  | 2013  |
| ------ | ------ | ----- | ----- | ----- | ----- |
| 11 462 | 10 699 | 9 318 | 8 265 | 8 099 | 7 872 |